# Lista de filmes portugueses de 1921
Lista de filmes portugueses de longa-metragem lançados comercialmente em Portugal em 1921, nas salas de cinema.
Notas: Na secção coprodução, passando o cursor sobre a bandeira aparecerá o nome do país correspondente.
| # | Filme                        | Realização               | Género  | Estreia        | Coprodução |
| - | ---------------------------- | ------------------------ | ------- | -------------- | ---------- |
| 1 | Amor de Perdição             | Georges Pallu            | Drama   | 28 de novembro | —          |
| 2 | O Condenado                  | Mário Huguin Afonso Gaio | Drama   | 2 de maio      | —          |
| 3 | Os Fidalgos da Casa Mourisca | Georges Pallu            | Drama   | 14 de janeiro  | —          |
| 4 | Quando o Amor Fala           | Georges Pallu            | Comédia | 28 de setembro | —          |
| 5 | A Velha Gaiteira             | Ernesto de Albuquerque   | Comédia | 27 de junho    | —          |